# Callerebia shallada
Callerebia shallada är en fjärilsart som beskrevs av Lang 1880. Callerebia shallada ingår i släktet Callerebia och familjen praktfjärilar. Inga underarter finns listade i Catalogue of Life.

## Bildgalleri

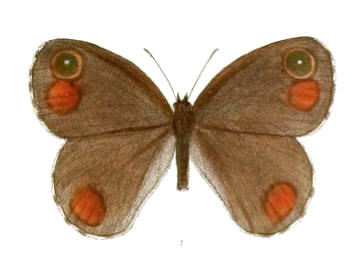
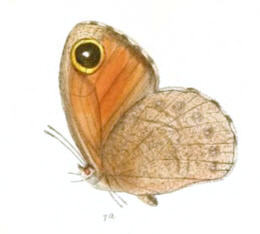
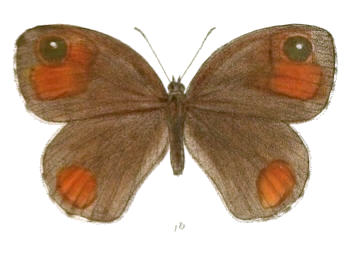